# Synthemis ariadne
Synthemis ariadne is een libellensoort uit de familie van de zuidelijke glanslibellen (Synthemistidae) , onderorde echte libellen (Anisoptera).
De wetenschappelijke naam van de soort is voor het eerst geldig gepubliceerd in 1975 door Lieftinck.